# Schönbuch

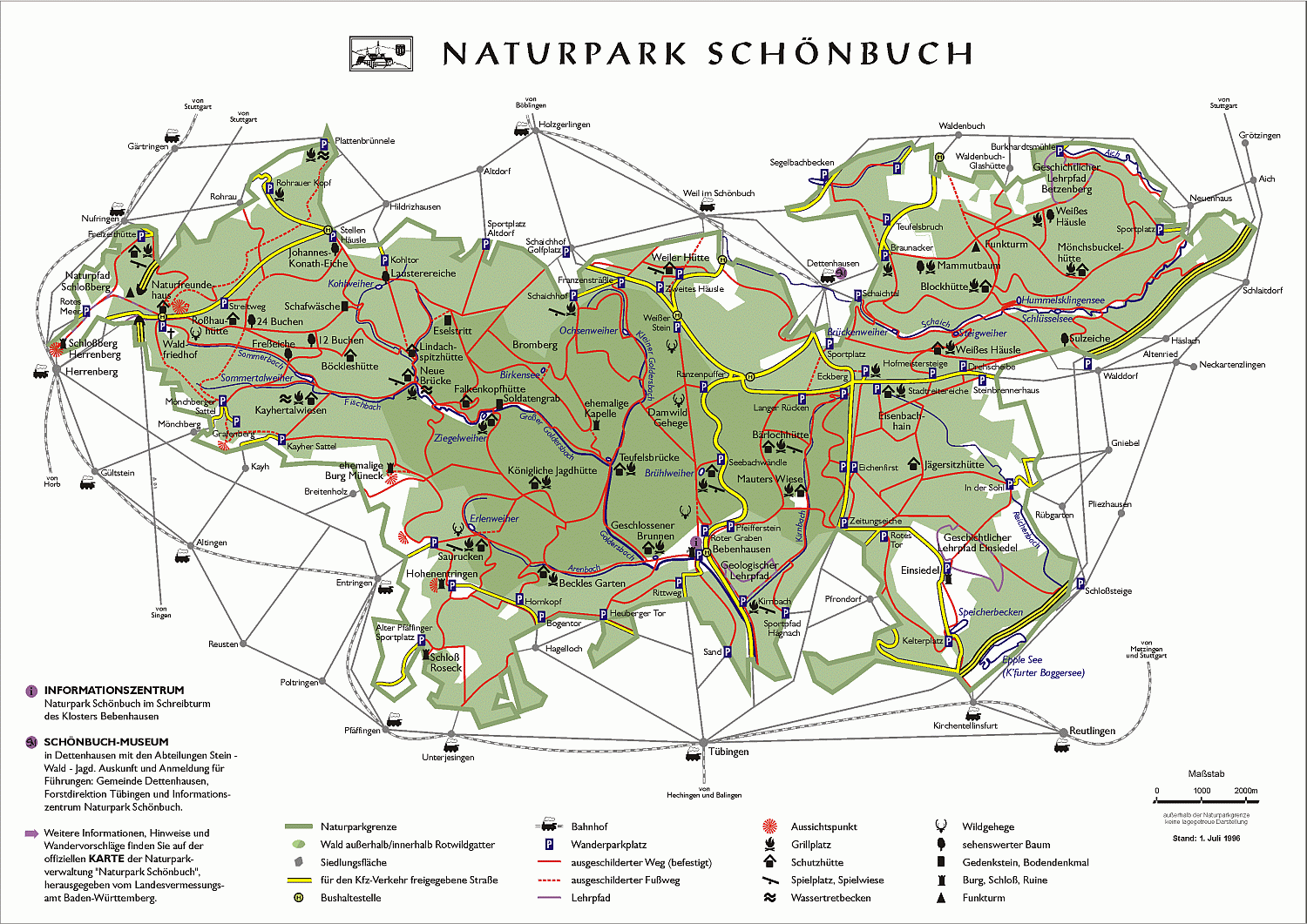
Kaart van Schönbuch

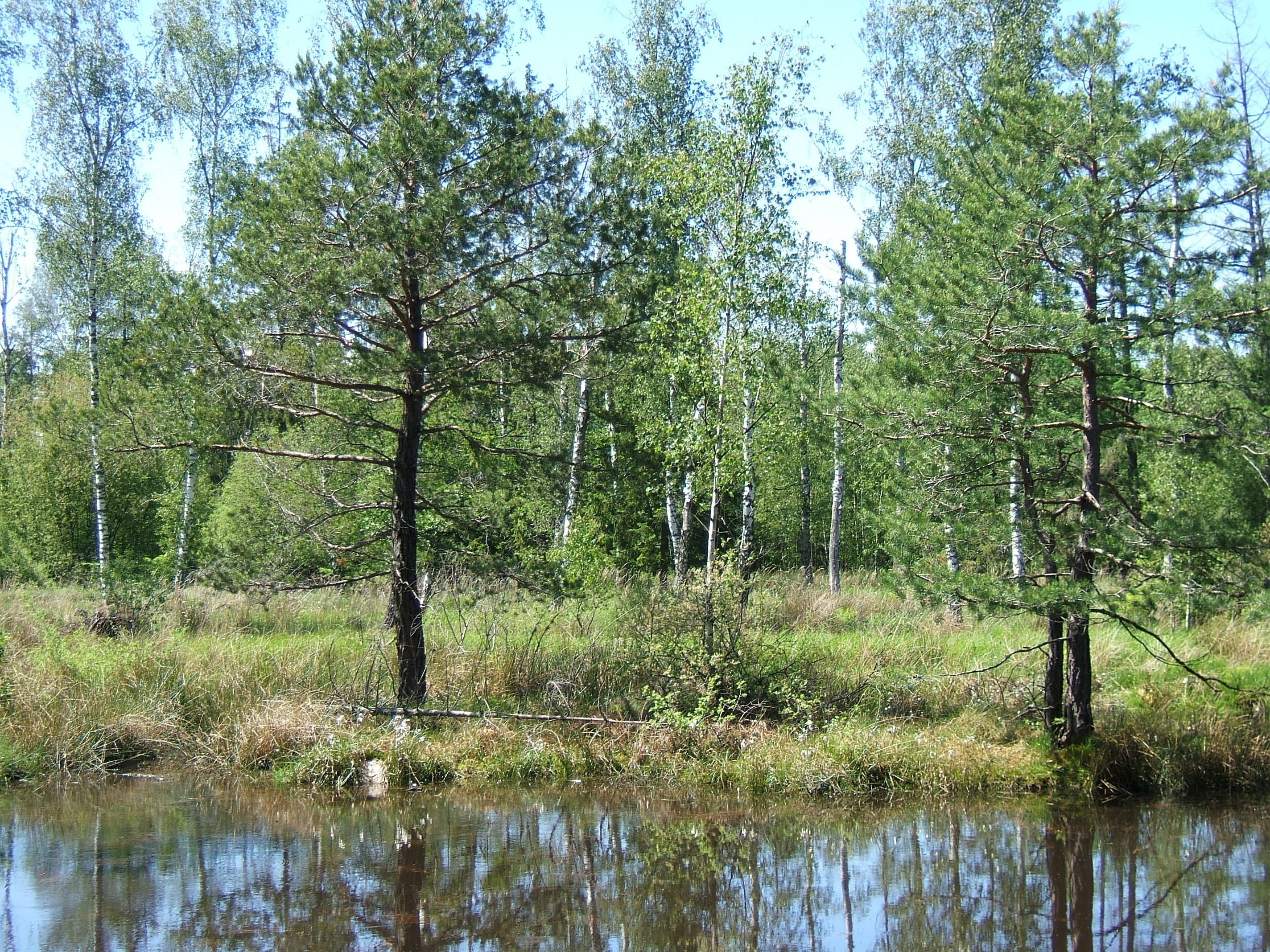
Birkensee, een veengebied in Schönbuch

Schönbuch is een bijna volledig bebost gebied ten zuidwesten van Stuttgart en deel van het zg. "südwestdeutsches Schichtstufenland". In 1972 werd het centrale deel van Schönbuch het eerste natuurpark in Baden-Württemberg. Tegenwoordig is Schönbuch een 156 km² groot gebied.
Het natuurpark Schönbuch is een belangrijk recreatiegebied van de regio Stuttgart ook omdat het door relatief weinig wegen doorsneden wordt.